# Wolbrom Zachodni
Wolbrom Zachodni – przystanek kolejowy w Wolbromiu, w województwie małopolskim, w Polsce.
W sierpniu 2022 r. PKP Polskie Linie Kolejowe podpisały umowę na budowę przystanku w ramach Rządowego programu budowy lub modernizacji przystanków kolejowych na lata 2021-2025 z terminem realizacji do 2023 r. Przystanek planowany jest w rejonie ul. Krakowskiej w Wolbromiu, ma posiadać dwa jednokrawędziowe perony. Przystanek został otwarty 11 grudnia 2022 roku.

## Ruch pasażerski
| Rok  | Wymiana pasażerska na dobę |
| ---- | -------------------------- |
| 2023 | 50-99                      |